# Седьмая статья Конституции США
Седьмая статья Конституции США — самая маленькая из статей Конституции. Она устанавливает число штатов, которые должны её ратифицировать для того, чтобы она вступила в силу.

## Текст
Ратификация конвентами девяти штатов будет достаточным для вступления её в силу в ратифицировавших её штатах.

## Начало процедуры ратификации
20 сентября 1787 года, через три дня после одобрения текста Конституции на Конституционном конвенте, он был передан Конгрессу Конфедерации для официального одобрения. После длительных дебатов стороны пришли к компромиссу: Конгресс отправил текст Конституции на утверждение конвентам штатов, не высказывая при этом поддержки данному тексту. Официальной датой начала процедуры ратификации считают 28 сентября 1787 года — день принятия соответствующего решения Конгрессом Конфедерации.

## Исполнение
Процесс ратификации продолжался в течение 1787—1788 годов. Сторонники новой Конституции развернули кампанию в поддержку положительного решения Конвентами штатов. При этом свою кампанию они начали в штатах, где противников Конституции не было вовсе или же их число было незначительным. Штат Нью-Гэмпшир стал девятым штатом, ратифицировавшим текст Конституции. Случилось это 21 июня 1788 года. Таким образом, четыре штата, сомневающихся в необходимости ратификации оказались в ситуации, при которой они попросту выпали из системы нового правительства. Теперь их выбор был ограничен лишь двумя вариантами: оставаться независимым государством или ратифицировать Конституцию и стать частью США. 13 сентября 1788 года Конгресс Конфедерации официально объявил о том, что новая Конституция начинает применяться 4 марта 1789 года. До этого момента должны были пройти первые выборы президента и членов Конгресса. Два крупнейших из оставшихся штатов, Вирджиния и Нью-Йорк, ратифицировали текст Конституции и приняли участие в первых выборах. Северная Каролина и Род-Айленд ратифицировали Конституцию лишь после принятия Билля о правах.
Ратификация Конституции прошла в следующем порядке:
После вступления Конституции в силу Конгресс Конфедерации продолжил исполнять свои обязанности как часть переходного правительства, необходимого для урегулирования процедуры начала работы новой системы управления. Старый Конгресс принимал акты о ратификации, а также принимал прочие необходимые решения вплоть до 10 сентября 1788 года, когда состоялось последнее его заседания, на котором присутствовало необходимое число членов. 1 ноября 1788 года, в результате прекращения участия в его работе депутатов, Конгресс Конфедерации утратил кворум и прекратил свою работу. Формально Конгресс Конфедерации продолжал существовать до 2 марта 1789 года, когда состоялось его последнее формальное заседание. На этом заседании присутствовал лишь секретарь Конгресса и один делегат. Единственным совершённым действием было официальное объявление о прекращении работы Конгресса.

## Начало функционирования правительства США
4 марта 1789 года Конституция США начала своё полноценное функционирование. С этого момента все органы власти Конфедерации утратили свои полномочия. Тем не менее, переходной период продолжался. Палата представителей и Сенат не смогли собраться в связи с тем, что большинство членов обеих палат не явились на первое заседание. Конгресс продолжал объявлять перерывы в своей работе до тех пор, пока на его заседаниях не появился кворум. 1 апреля 1789 года полноценно заработала палата представителей, а 6 апреля — сенат. В тот же день были подсчитаны голоса выборщиков о объявлено о том, что Джордж Вашингтон избран первым президентом США. 30 апреля 1789 года прошла инаугурация президента США, что дало возможность исполнительной ветви власти приступить к полноценной работе. 2 февраля 1790 года Верховный суд США провёл своё первое заседание, что окончило процесс формирования всех трёх ветвей федеральной власти.

## Контраверсии
По утверждению профессора Нила Фергюсона, статья 7 Конституции США «явно предусматривает» аннексию Канады. Историк Ян Моррис отмечает, что не смогла найти этому подтверждения.

## Внешние ссылки
- CRS Annotated Constitution: Article VII
- Mount, Steve. (2003). "The Federalists and Anti-Federalists."